# Унеюв (гмина)
Унеюв (пол. Uniejów) — гмина (волость) в Польше, входит как административная единица в Поддембицкий повет, Лодзинское воеводство. Население — 7309 человек (на 2004 год).

## Сельские округа
1. Бжезины
2. Бжозувка
3. Чекай
4. Чепув-Дольны
5. Члопы
6. Домброва
7. Фелицьянув
8. Гуры
9. Хиполитув
10. Козанки-Вельке
11. Кучки
12. Лекашин
13. Ленг-Балиньски
14. Ожешкув
15. Ожешкув-Колёня
16. Островско
17. Пенгув
18. Рожнятув
19. Рожнятув-Колёня
20. Скотники
21. Спыцимеж
22. Спыцимеж-Колёня
23. Станиславув
24. Веленин
25. Веленин-Колёня
26. Весцице
27. Вилямув
28. Воля-Пшедмейска
29. Заборув
30. Зелень

## Прочие поселения
1. Бяла-Гурка
2. Буды-Унеёвске
3. Члопки
4. Гожев
5. Грабова
6. Гродзиско
7. Ящурув
8. Калинувка
9. Колёня-Скотницка
10. Косцельница
11. Малы-Ожешкув
12. Мышки
13. Осина
14. Сахалина
15. Совинец
16. Убыслав
17. Вилямувка
18. Жабенец

## Соседние гмины
1. Гмина Брудзев
2. Гмина Домбе
3. Гмина Добра
4. Гмина Поддембице
5. Гмина Пшикона
6. Гмина Свинице-Варцке
7. Гмина Вартковице